# 1200-ті
Високе Середньовіччя •  Золота доба ісламу •  Реконкіста  •  Київська Русь

## Події

### Київська Русь
Князь Галицько-Волинського князівства Роман Мстиславич домінував на політичній сцені Київської Русі на початку десятиліття до своєї загибелі в битві під Завихвостом 1205 року. 1201 року він прогнав із Києва Рюрика Ростиславича й за домовленістю з володимиро-суздальським князем Всеволодом Велике Гніздо посадив на княжіння Інгвара Ярославича. Рюрик Ростиславич не здався і повернув собі Київ за допомогою половців, але Роман Мстиславич знову змістив його. 
1205 року Роман Мстиславич пішов у похід на Польщу проти краківського князя Лешка Білого, зазнав поразки й загинув. Його сину Данилу було тоді тільки 4 роки. Його мати утримати князівство не могла, хоча й  звернулася на допомогу до угорців. Як наслідок, Галицько-Волинське князівство розпалося, почалася боротьба між різними князями не тільки за Київ, а й за Галич і Володимир. Рюрик Ростиславич кілька разів повертався в Київ, звідки його проганяли, зокрема чернігівський князь Всеволод Чермний. До Галича проявили інтерес сини героя «Слова» Ігоря Святославича — Володимир Ігорович та Роман Ігорович, ворогуючи водночас між собою.
Володимиро-Суздальске князівство міцно тримав у своїх руках Всеволод Велике Гніздо.

### Візантія
1204 року хрестоносці Четвертого хрестового походу захопили й розграбували Константинополь, після чого Візантія розпалася на кілька держав. У деяких владу захопили хрестоносці, у деяких зберегли представники візантійських родин.
Четвертий хрестовий похід організовували спочатку для звільнення Єрусалима, однак хрестоносцям не вистачало грошей на перевезення своїх військ у Святу Землю. Венеція, де правив дож Енріко Дандоло, старий, сліпий і хитрий, згодилася на перевезення військ, якщо хрестоносці допоможуть їй захопити місто Задар, яке тоді належало угорцям. Після Задару до хрестосців звернувся за допомогою Олексій IV Ангел, син колишнього візантійського імператора Ісаака II Ангела, який тоді сидів у в'язниці. Хрестоносці згодилися допомогти за гроші. 1203 року вони підійшли до столиці Візантії й захопили частину міських мурів. У місті почалося сум'яття, імператора Олексія III Ангела скинули, Ісаака II Ангела випустили на волю і проголосили новим василевсом. Однак, він незабаром помер, а його син не зумів зібрати з константинопольців достатньо грошей для плати хрестоносцям. Як наслідок, 1024 року хрестоносці жорстоко розграбували місто й оголосили утворення Латинської імперії.
Крім Латинської імперії утворилися також Нікейська імперія, Трапезундська імперія, Фессалонікійське королівство, Афінське герцогство та Епірський деспотат. Почалися війни, в яких взяли участь також і Болгарія та половці.

### Європа
У Німеччині все десятиліття тривала боротьба між родинами Гогенштауфенів, від яких претендентом на трон імператора був Філіп Швабський, та Вельфів, які стояли за Оттона з Брауншвейга. Папа римський Іннокентій III спочатку підтримував Оттона, але Філіп здобув над ним перемогу й змусив його втекти в Англію. Однак 1208 року Філіп Швабський загинув від руки вбивці, а 1209 року Оттона IV було короновано імператором Священної Римської імперії. Оттон цим не вдовольнився і пішов у південну Італію, відбираючи як землі Сицилійського королівства так і землі Святого Престолу. Як наслідок Іннокентій III відлучив імператора від церкви. Тепер він підтримував іншого представника Гогенштауфенів короля Сицилії Фрідріха II.
Французький король Філіп II Август відвоював Нормандію в англійського короля Іоанна Безземельного. На півдні Франції розпочався другий альбігойський хрестовий похід проти катарів, оголошених єретиками. Лицарі з півночі Франції захопили кілька міст у Лангедоку, здійснюючи масові розправи. 
Папа римський Іннокентій III спочатку наклав інтердикт на Англію, а потім відлучив від церкви англійського короля Іоанна Безземельного через його відмову визнати призначеного Римом архієпископа Кентерберійського. Ці заходи не мали успіху. Літописи не повідомляють про будь-який неспокій в Англії, однак літописців обурив податок, який Іоанн Безземельний наклав на церкву. 
1202 року королем Данії став Вальдемар II. Данія в ті роки домінувала в Балтійському морі. Скориставшись війною в Німеччині, Вальдимар II захопив Любек та інші прибережні міста Померанії, активно втручався в норвезькі справи, де тоді тривала громадянська війна між баглерами та біркенбейнерами, втручався в боротьбу за шведський престол, та в підкорення Естонії лівонськими лицарями.  
1201 року єпископ Альберт фон Буксгофден заснував Ригу, що стала центром навернення до християнства лівів. Наступного року утворився Орден мечоносців. Почалися походи в землі естів. Не бажаючи підкорятися єпископу, 1207 року лівонські хрестоносці проголосили свою державу Терра Маріана, васала Священної Римської імперії.  
Між 1207 та 1209 роком виник зусиллями Франциска Ассізького орден жебраків, брати якого отримали назву францисканців. На ці роки припадає також діяльність святого Домініка, ченця-проповідника, який брав активну участь у диспутах проти катарів.
Засновано Паризький університет та Кембриджський університет.

### Азія
Монголи підкорили собі численні навколишні племена. 1206 року Темуджина проголошено верховним ханом — Чингісханом. Він затвердив Велику Ясу — священний закон монголів. Під кінець десятиліття монголи підкорили собі більшу частину земель держави Західна Ся, з чого розпочалися їхні завоювання й становлення Монгольської імперії.
Після загибелі від руки вбивці Мухаммада Горі його полководець і колишній раб Кутб ад-Дін Айбек заснував на півночі Індії Делійський султанат, перша династія якого отримала назву рабської. Водночас Гуриди втратили свої корінні землі та території сучасного Афганістану. Їх завоював Хорезм.